# 藤田信男

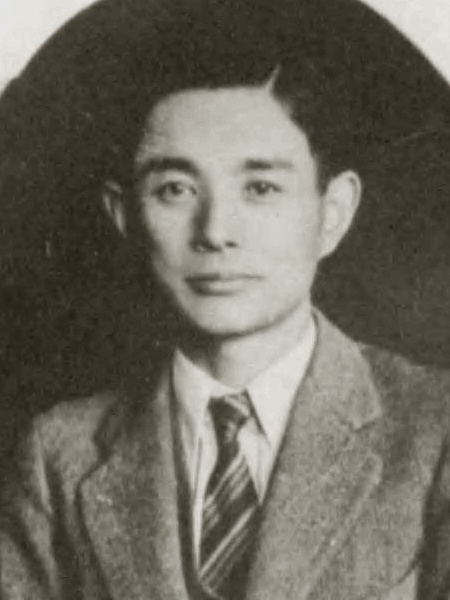
藤田信男

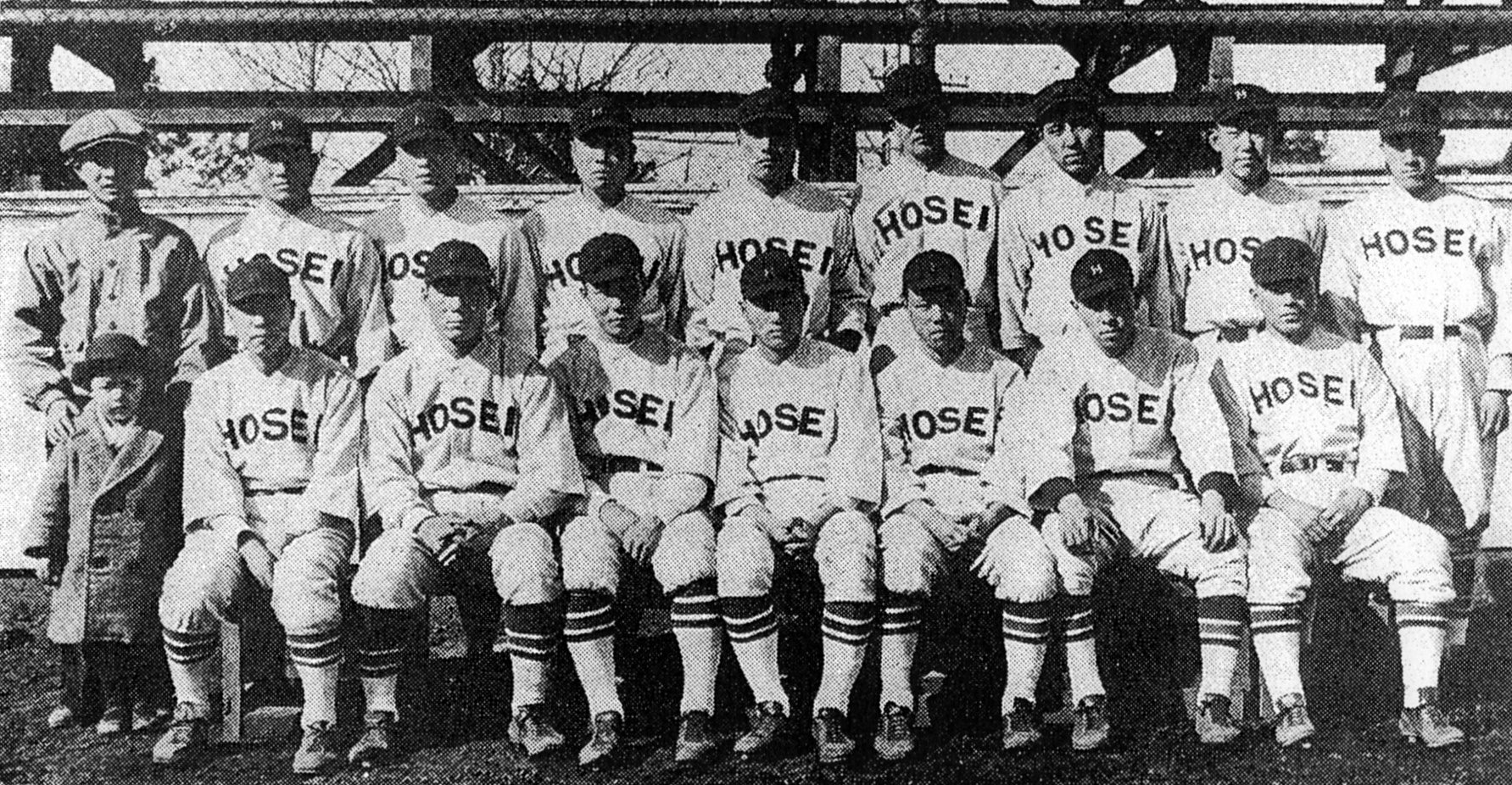
1930年（昭和5年）、東京六大学野球で初優勝を果たした当時の法大野球部（後列左端が藤田信男）

藤田 信男（ふじた のぶお、1903年1月9日 - 1992年4月25日）は、大学野球の選手・指導者として活躍した人物である。元法政大学名誉教授。中国・天津市生まれ。

## 略歴・人物
兵庫・伊丹中学（現兵庫県立伊丹高）から法政大学に進み外野手として活躍、主将も務めた。1927年卒業後、監督代理を経て1929年に法大野球部の3代目監督に就任した。日本遠征で訪れたハワイチームのエース若林忠志を勧誘するなどチーム強化に努め、1930年東京六大学秋季リーグ戦でチームを創部初の優勝に導いた。その後1940年まで12年の任期中4回のリーグ優勝を達成、法大野球部の第一次黄金時代を創り上げた
監督を退いた後は東京六大学野球連盟（就任当時は東京大学野球連盟）の理事に就任、戦時下の野球統制に対して飛田穂洲らとともに軍部・文部省による弾圧阻止に奔走した。

戦後も法大野球部部長を1973年まで務め、生涯を法大野球部の発展に捧げた。このことから「法政野球部の父」と呼ばれる。そのかたわらで東京六大学野球連盟の理事長・規則委員などの要職を長く務めたほか、日本学生野球協会副会長・全日本大学野球連盟理事長などを歴任、日本学生野球憲章の制定（1950年）に関わるなど、日本の学生野球界の発展に尽力した。
これらの功績によって1987年、特別表彰で野球殿堂入りした。
藤田の後継の法大監督で近鉄パールス初代監督の藤田省三は実弟。